# Никому не верь
«Никому не верь» (англ. «Trust No 1») — 6-й эпизод 9-го сезона сериала «Секретные материалы». Премьера состоялась 6 января 2002 года на телеканале FOX. Эпизод позволяет более подробно раскрыть так называемую «мифологию сериала», заданную в пилотной серии.
Режиссёр — Тони Уармби, авторы сценария — Крис Картер и Фрэнк Спотниц, приглашённые звёзды — Терри О’Куинн, Эллисон Смит, Кэтрин Джустен, Брианна Прэтер, Стивен Флинн, Фитц Хьюстон, Джеймс Рикер, Трэвис Рикер.
В США серия получила рейтинг домохозяйств Нильсена, равный 6,1, который означает, что в день выхода серию посмотрели 8.4 миллионов человек.
Главные герои сериала — агенты ФБР, расследующие сложно поддающиеся научному объяснению преступления, называемые Секретными материалами.. Сезон концентрируется на расследованиях агентов Даны Скалли (Джиллиан Андерсон), Джона Доггетта (Роберт Патрик) и Моники Рейс (Аннабет Гиш).

## Сюжет
Незнакомец предлагает Скалли информацию о том, что сподвигло Малдера на бегство, и та, в надежде на воссоединение с ним, соглашается, чем подвергает того еще большей опасности, так как тот человек оказывается суперсолдатом.